# Milánská stěna

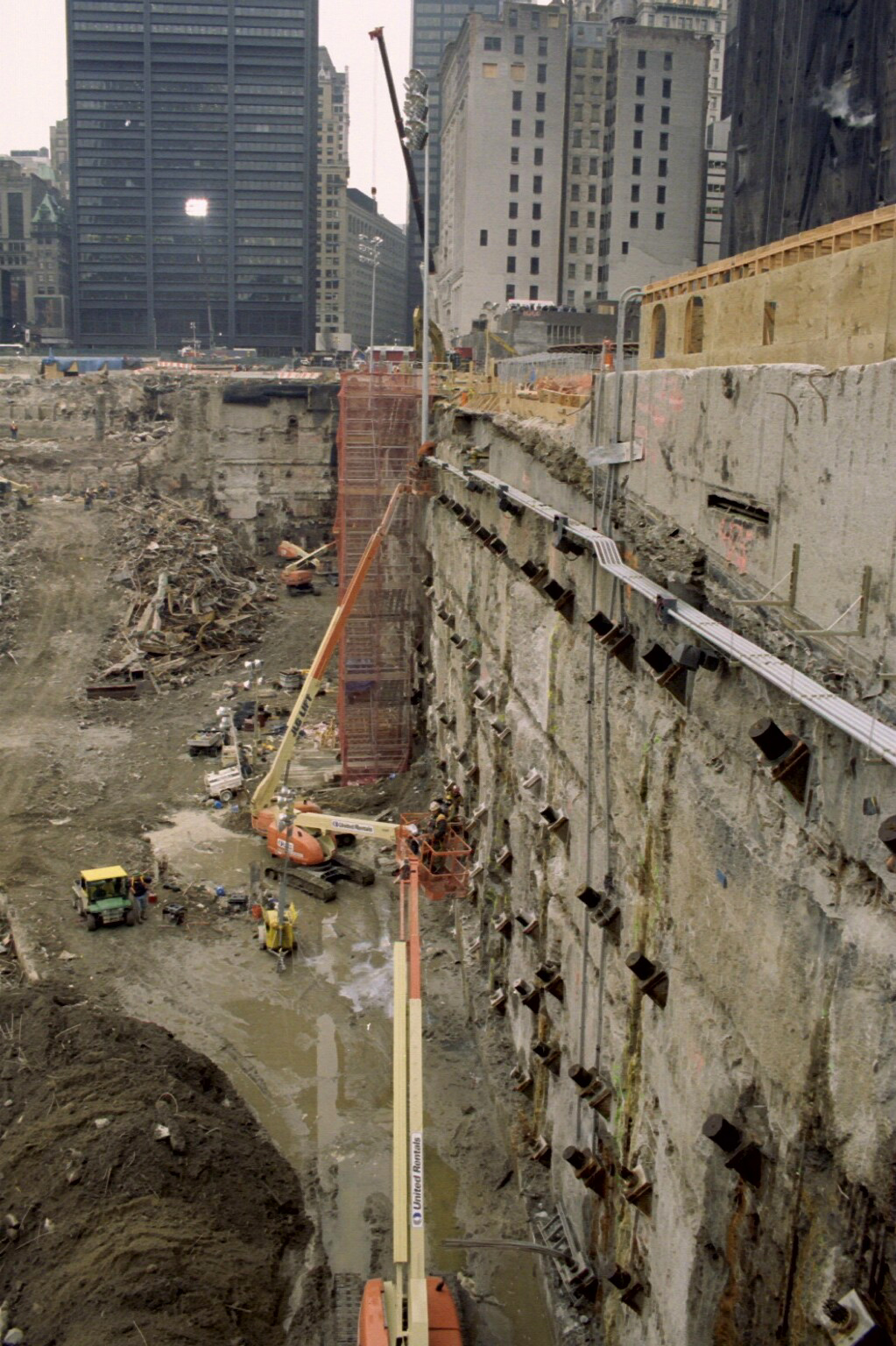
Milánská stěna v „kráteru" zbylém po bývalém World Trade Center v New Yorku

Milánská stěna je podzemní stěna sloužící k zajišťování stěn výkopů během výstavby, jde o jednu z pažících konstrukcí. Zřizuje se po obvodu stavební jámy pomocí průběžných rýh tloušťky 0,4 až 1,5 metru. Ty se po vyztužení zabetonují. Milánské stěny pak mohou sahat až do hloubky 40 metrů a slouží jako zajištění staveniště pod úrovní země a často následovně slouží i jako obvodové zdivo budoucí spodní stavby – sklepů nebo základů. Výhodou je její vodotěsnost, používá se především v místech s nedostatkem prostoru kolem stavby.
Tato technologie byla poprvé využita v 50. letech 20. století firmou Impresa Costruzioni Opere Specializzate při budování červené linky milánského metra. Následně se rozšířila právě pod názvem „milánská stěna" či milánská metoda".